# Publio Cornelio Scipione Salvitone
Publio Cornelio Scipione (latino: Publius Cornelius Scipio; fl. I secolo a.C.) è stato un politico romano della Repubblica, secondo marito, secondo alcuni, di Scribonia.
Scribonia, che successivamente sposò Ottaviano, avrebbe sposato in seconde nozze questo Cornelio Scipione, da cui ebbe Publio Cornelio Scipione e Cornelia Scipione. Svetonio riferisce che i due primi mariti di Scribonia erano stati consoli, ma questo reca un problema, in quanto l'ultimo Scipione di cui sia noto il consolato era stato Lucio Cornelio Scipione Asiatico, nell'83 a.C.
Esiste un altro Cornelio Scipione, detto Salvitone (latino: Salvito o Salutio, di significato oscuro), che viene talvolta identificato col precedente. Racconta Svetonio che Gaio Giulio Cesare, trovandosi nel 46 a.C. in Africa a combattere contro Metello Scipione, sapendo della scaramanzia che voleva gli Scipioni imbattuti sul suolo africano, tenne con sé nell'accampamento un Cornelio Scipione, tanto depravato che gli era stato dato il nome di 'Salvitone'.